# Josef Bečica

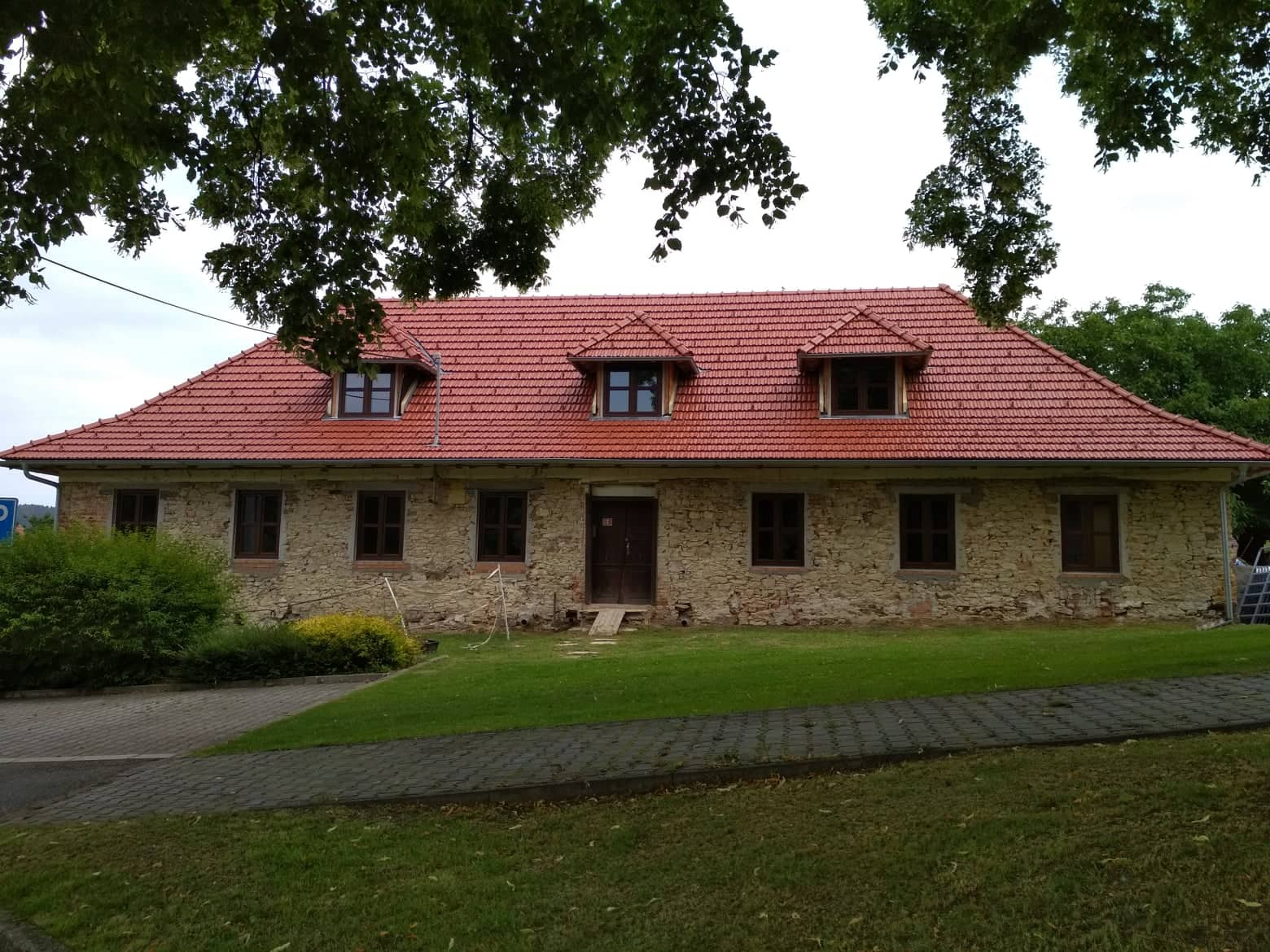
Fara v Roubanině (rekonstrukce, 2021)

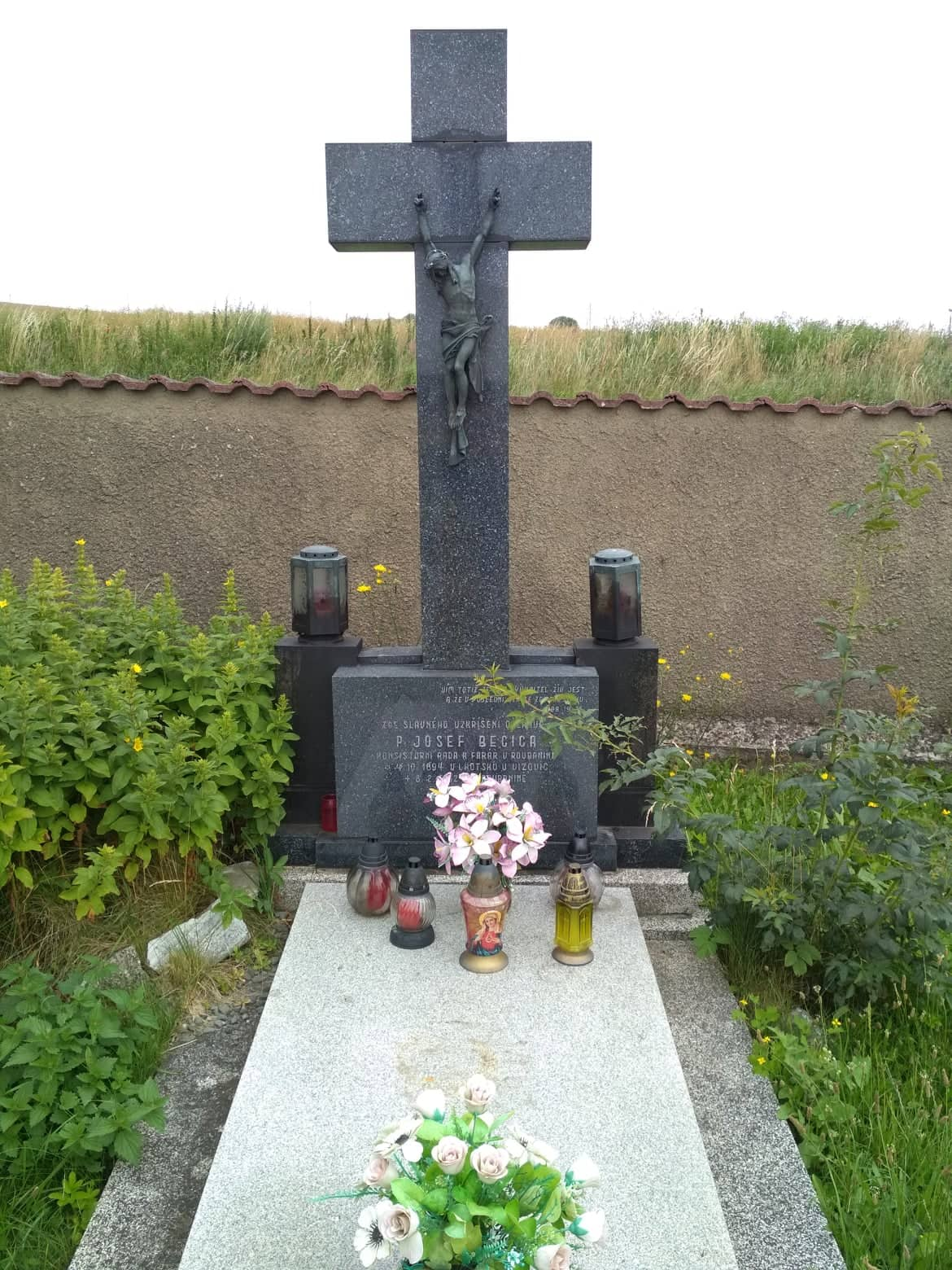
Hrob roubaninského faráře a léčitele Josefa Bečici

Josef Bečica (1894 Lhotsko u Vizovic – 1962) byl katolický kněz, farář v Roubanině a konzistorní rada. Byl znám především jako věhlasný léčitel, na nímž do Roubaniny jezdily autobusy nemocných i ze Slovenska, údajně léčil i prezidenta republiky Antonína Zápotockého. Své znalosti údajně získal při studiu lékařské fakulty ve Vídni a během svého misijního působení v exotických zemích (uvádí se Indie, arabské a africké země). Neunikl ani pozornosti Státní bezpečnosti. Je pochován na roubaninském hřbitově. Od jeho smrti je budova roubaninské fary neobývaná.